# Ingrid Jonker (film)
Pour les articles homonymes, voir Ingrid Jonker et Black Butterflies.
Pour plus de détails, voir Fiche technique et Distribution.
Ingrid Jonker (Black Butterflies) est un drame germano-néerlando-sud-africain réalisé par Paula van der Oest et sorti en 2011.

## Synopsis
Le film relate la vie de la poétesse sud-africaine Ingrid Jonker (1933-1965).

## Fiche technique
- Titre : Ingrid Jonker
- Titre original : Black Butterflies
- Réalisation : Paula van der Oest
- Scénario : Greg Latter
- Direction de la photographie : Giulio Biccari
- Musique : Philip Miler
- Montage : Sander Vos
- Direction artistique : Darryl Hammer
- Costumes : Rae Donnelly
- Producteurs : Frans van Gestel, Richard Claus, Michael Auret, Arry Voorsmit, Marina Block
- Producteur exécutif : Arnold Heslenfeld
- Pays de production:  Allemagne,  Afrique du Sud,  Pays-Bas
- Durée : 100 minutes
- Format : couleur / 2.35 / Dolby SR
- Date de sortie : 31 mars 2011

## Distribution
- Carice van Houten : Ingrid Jonker
- Rutger Hauer : Abraham Jonker
- Liam Cunningham : Jake Cope
- Graham Clarke : Uys Krige
- Nicholas Pauling : Eugene Maritz
- Candice d’Arcy : Anna Jonker
- Ceridwen Morris : Marjorie
- Grant Swanby : Jan Rabie
- Waldemar Schultz : Ettiene le Roux
- Tarryn Page : Irma
- Louis Pretorius : Mike Loots
- Damon Berry : Pieter Venter
- Thamsanqua Mbongo : Nkosi
- Marthinus van den Berg : Maruis Schoon
- Florence Masebe : Maria
- Jennifer Steyn : Lucille (Lulu)

## Récompenses et distinctions
- 2011 : Veau d'or du meilleur montage pour Sander Vos
- Festival du film de Tribeca : Meilleure actrice du film narratif pour Carice van Houten (2011)